# Softly, as I Leave You
Softly, as I Leave You (deutsch Leise, während ich dich verlasse) ist der englische Titel eines von Antonio „Tony“ de Vita komponierten Liedes, das 1960 erstmals in italienischer Sprache unter dem Titel Piano (Leise) in der Version von Mina erschien.

## Geschichte
Der italienische Text des von seinem Landsmann Tony de Vita komponierten Stücks stammt von Giorgio Calabrese und wurde erstmals im Oktober 1960 in der Version der italienischen Sängerin Mina veröffentlicht. Der englische Text stammt aus der Feder von Hal Shaper und wurde erstmals im Januar 1962 in der Version von Matt Monro publiziert.
1964 erschienen die ersten Coverversionen von Frank Sinatra auf seinem gleichnamigen Album und von Doris Day auf ihrem Album Love Him.
Auch in Zukunft wurde das Lied häufig gecovert; unter anderem von Shirley Bassey, Michael Bublé, Bobby Darin, Cliff Richard und Andy Williams, um nur einige zu nennen.

## Die besondere Version von Elvis Presley
Die wahrscheinlich am meisten beachtete Version stammt von Elvis Presley, auf dessen 1978 postum veröffentlichter Single Unchained Melody es als B-Seite erschien. Elvis Presley hat das Lied mehrfach auf der Bühne inszeniert, aber nie selbst gesungen. Er hat er es lediglich sprechend rezitiert und von Sherrill Nielsen singen lassen. Diese Version wurde für einen Grammy als „Duett des Jahres“ nominiert. Es existiert auch zumindest eine Studioaufnahme von 1974, die nach demselben Muster entstand.
Was Presleys Version einzigartig macht und eine besonders dramatische Note verleiht, ist seine Erzählung, dass es sich in dem Lied nicht um das gewöhnliche Ende einer Liebesbeziehung handelt, in der der Mann die Beziehung beendet, in dem er sich davon schleicht, während die Frau schläft: Softly, I will leave you. Softly, for my heart would break if you should wake and see me go (dt. Leise werde ich dich verlassen. Leise, denn es würde mir das Herz brechen, wenn du aufwachen und mich gehen sehen würdest). Elvis Presley erklärt zu dem Lied „seine Version“, dass es sich um einen Mann handeln würde, der im Krankenhaus liegt und sich im Sterbeprozess befindet. Seine Frau sitzt an seinem Bett und als sie einschläft, spürt er, dass er gleich sterben wird. Er greift zu seinem neben dem Bett liegenden Notizblock und schreibt die oben genannten Abschiedsworte.